# 細川政之
細川 政之（ほそかわ まさゆき）は、室町時代後期から戦国時代にかけての武将・守護大名。阿波国守護。細川阿波守護家6代当主。

## 生涯
細川成之の長男として誕生。父同様、8代将軍・足利義政より偏諱（「政」の字）を許され政之と名乗る。応仁の乱に父と共に参戦して、足利義政・義尚に仕える。
文明10年（1478年）、娘の死を悲しんだ成之が突如出家、政之は阿波守護職を譲られ「下屋形」の家督となり、父と共に共同統治を行った。ところが、突然の当主交替に阿波細川氏の家臣は動揺し、家臣同士の対立や政之追放の企てが発覚するなどの事態が生じた。また、文明14年（1482年）7月には政之の家臣と所司代の家臣が斬り合いを起こして将軍の親裁で政之側が敗訴、憤った政之は父や重臣の反対を押し切って阿波に下向してしまった（『長興宿禰記』文明14年7月9日条・『後法興院記』同7月26日条・『大乗院寺社雑事記』同閏7月6日条）。その後、政之は再度上洛するが、文明17年7月16日には一部の重臣が成之父子に背いて阿波に帰国（『十輪院内府記』）し、同年10月に現地で反乱を起こした（『蔭涼軒日録』文明17年10月12日条）。このため、成之・政之は急遽阿波に下向して反乱を鎮圧、後継者としての力量を見せた。
だが、鈎の陣参陣中に病に倒れ、父に先立って長享2年（1488年）7月28日に死去した（『蔭涼軒日録』・『後法興院記』）。享年34。
嗣子がなかったため、備中守護家を継いでいた実弟の之勝（改め義春）が実家に戻って家督を継いだ。